# Le Parfum vert
Le Parfum vert ist eine Kriminalkomödie von Nicolas Pariser, die im Mai 2022 bei den Internationalen Filmfestspielen in Cannes ihre Premiere feierte.

## Handlung
Mitten in einer Aufführung und vor einem fassungslosen Publikum wird ein Schauspieler der Comédie-Française mit Gift ermordet. Martin, einer der Schauspieler des Stücks und direkter Zeuge des Mordes, wird bald von der Polizei verdächtigt. Mit der Hilfe von Claire, einer Graphic-Novel-Künstlerin, versucht Martin, das Rätsel dieses gewaltsamen Todes während einer ereignisreichen Reise durch Europa, während der er von der Geheimorganisation „Le Parfum vert“ verfolgt wird, zu lösen.

## Produktion

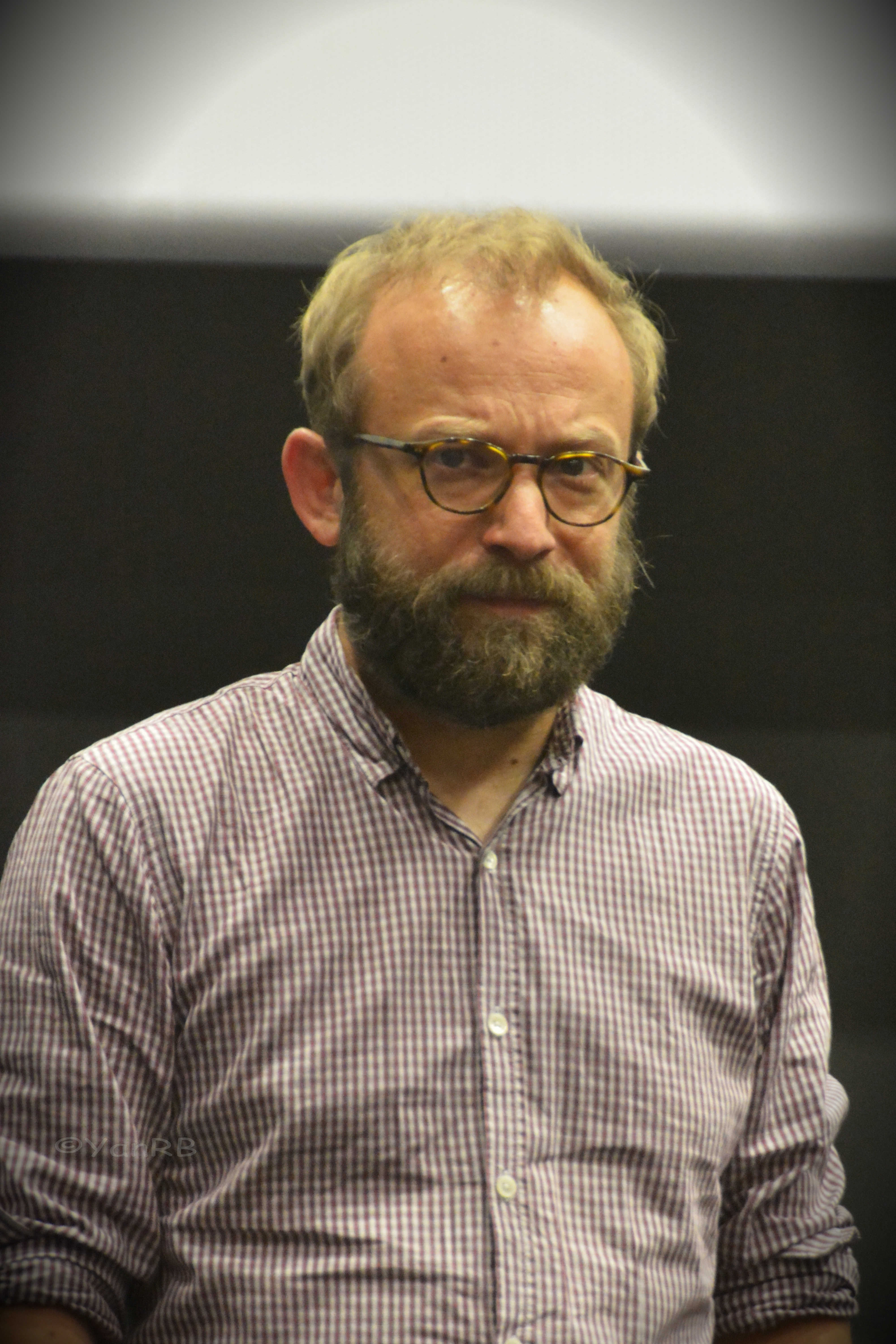
Regisseur Nicolas Pariser

Regie führte Nicolas Pariser, der auch das Drehbuch schrieb. Es handelt sich um seinen dritten Spielfilm nach Alice oder Die Bescheidenheit (2019).
Vincent Lacoste und Sandrine Kiberlain spielen in den Hauptrollen Martin und Claire. In weiteren Rollen sind der deutsche Schauspieler Rüdiger Vogler als Hartz, die französischen Schauspielerinnen Léonie Simaga und Jenna Thiam in den Rollen von Louise und Caroline, die französischen Schauspieler Pascal Rénéric und Thomas Chabrol als Vlad und Fanch und der belgische Theater- und Filmschauspieler Arieh Worthalter als Aimé zu sehen.
Die Dreharbeiten wurden am 21. Oktober 2021 begonnen. Drehorte waren die Region um Paris, Brüssel und Budapest.
Als Kameramann fungierte Sébastien Buchmann, der zuletzt für Filme von Mikhaël Hers tätig war und mit dem Pariser bereits Alice oder Die Bescheidenheit drehte. Die Filmmusik komponierte Benjamin Esdraffo, mit dem Pariser bereits in seinem Spielfilm „Alice oder Die Bescheidenheit“ (2019) zusammengearbeitet hat. 
Die Premiere erfolgte am 26. Mai 2022 bei den Internationalen Filmfestspielen von Cannes, wo der Film in der Semaine de la Critique gezeigt wurde. Im November 2022 wird er beim Festival Internacional de Cine de Gijón als Abschlussfilm vorgestellt. Im weiteren Verlauf des Jahres soll der Film in die französischen Kinos kommen.